# Pleradenophora longicuspis
Pleradenophora longicuspis là một loài thực vật có hoa trong họ Đại kích. Loài này được (Standl.) Esser mô tả khoa học đầu tiên năm 2001.